# Olof Stahre
Nils Olof Stahre (19 de abril de 1909-7 de marzo de 1988) fue un jinete sueco que compitió en la modalidad de concurso completo. Participó en dos Juegos Olímpicos de Verano en los años 1948 y 1952, obteniendo dos medallas, plata en Londres 1948 y oro en Helsinki 1952.

## Palmarés internacional
| Juegos Olímpicos | Juegos Olímpicos      | Juegos Olímpicos | Juegos Olímpicos |
| Año              | Lugar                 | Medalla          | Categoría        |
| ---------------- | --------------------- | ---------------- | ---------------- |
| 1948             | Londres (Reino Unido) | Medalla de plata | Por equipos      |
| 1952             | Helsinki (Finlandia)  | Medalla de oro   | Por equipos      |